# Ansorge-Bulldoggfledermaus

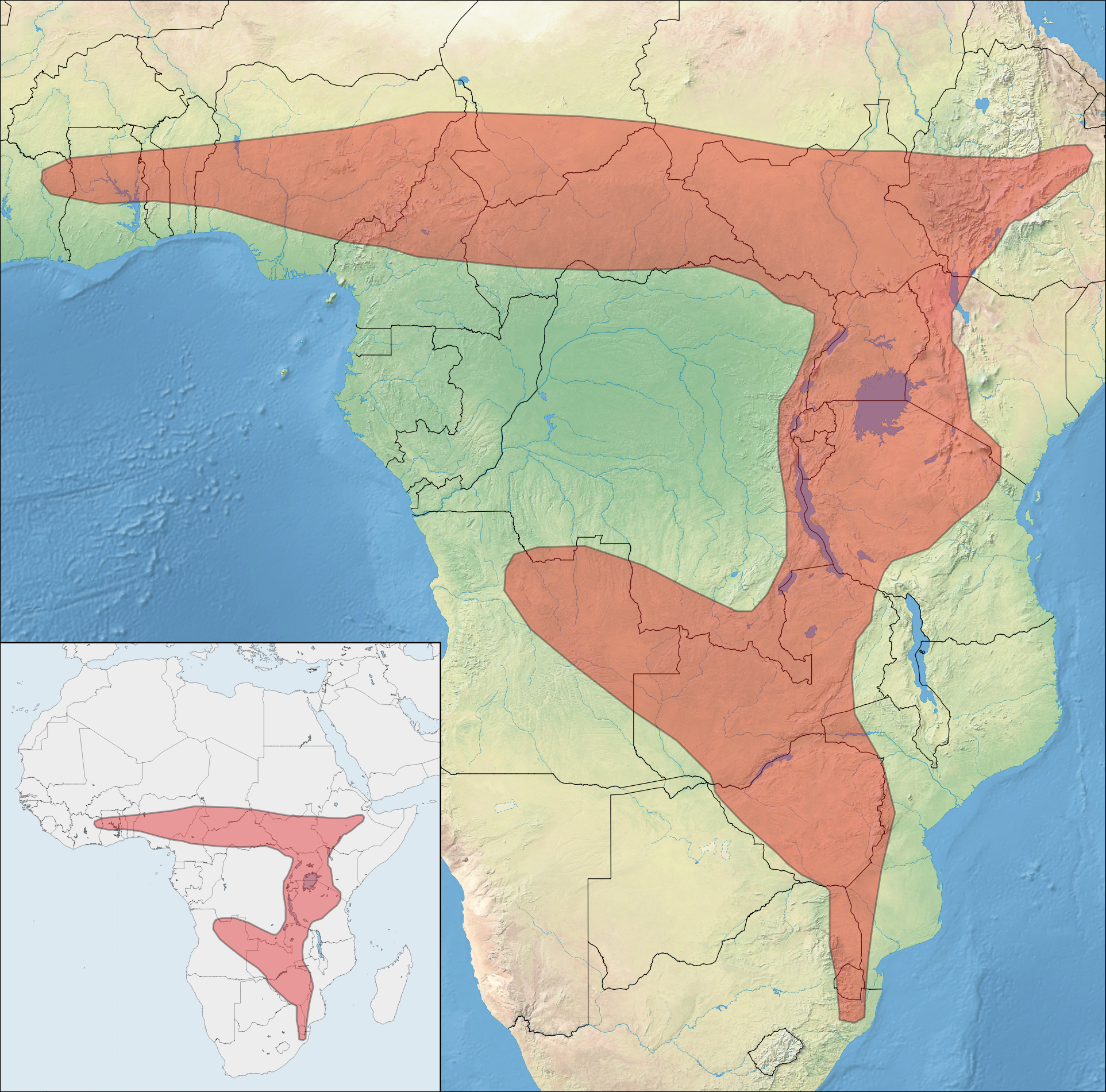
Verbreitungsgebiet der Ansorge-Bulldoggfledermaus

Die Ansorge-Bulldoggfledermaus (Chaerephon ansorgei), (Synonyme: Nyctinomus ansorgei, Tadarida ansorgei  und Chaerephon rhodesiae) ist eine in Subsahara-Afrika vorkommende Fledermausart der Gattung der Freischwanzfledermäuse.

## Beschreibung
Die Ansorge-Bulldoggfledermaus wiegt etwa 20 g und ist eine mittelgroße Fledermausart. Die Unterarmlänge beträgt etwa 42 bis 51 mm, die Körpergröße inklusive Schwanz zwischen 102 und 116 mm. Das Fell ist grau-braun gefärbt, einige Individuen weisen eine rötlich-braune Färbung auf. Die Rückenseite ist dunkler als die Bauchseite, der Hals ist durch eine dunkelbraune Färbung vom helleren Bauch abgesetzt. Die Flughäute sind hellbraun gefärbt. Kopf, Schultern und die Rückenseite sind manchmal weiß gesprenkelt, ähnlich der Gefleckten Bulldoggfledermaus. Die oberen Lippen sind faltig, die Ohren zusammengewachsen. Charakteristisch für die Gattung der Freischwanzfledermäuse ist der aus der Schwanzflughaut herausragende Schwanz.

## Systematik & Verbreitung
Die genaue Systematik der Ansorge-Bulldoggfledermaus ist unklar. Sie wurde der Gefleckten Bulldoggfledermaus zugeordnet. Genetische Untersuchungen zeigen, dass die Ansorge-Bulldoggfledermaus mit der Angola-Bulldoggfledermaus und der Madagassischen Weißbauch-Bulldoggfledermaus der Gattung Mops eine Klade bildet. Die Ansorge-Bulldoggfledermaus ist nach dem britischen Arzt und Tiersammler William John Ansorge benannt.
Das Verbreitungsgebiet reicht von Südafrika, Mosambik, Simbabwe und Angola über Kenia, Ruanda, den Südsudan bis in die Demokratische Republik Kongo und Kamerun.

## Lebensweise
Quartiere der Art finden sich in Felsspalten, Wohngebäuden oder Brücken, wo kleine bis mittelgroße Koloniegrößen der Art erreicht werden. Die Anzahl zusammen ruhender Tiere kann aber auch einige Hundert Tiere betragen. Ansorge-Bulldoggfledermäuse wurden in Baum- und Strauchsavannen sowie in felsigen Bergregionen und Steilhängen gefunden. Sie jagen im Flug Insekten, wobei sie schnell und hoch fliegen. Zur Nahrung zählen Käfer, Schmetterlinge und Köcherfliegen.

## Etymologie & Forschungsgeschichte
Das Artepithon ehrt William John Ansorge (1850–1913), der das Typusexemplar 1909 in Malanje in Nordangola sammelte. Oldfield Thomas beschrieb den Holotypus 1913 unter dem Namen Nyctinomus ansorgei.

## Gefährdung
Seitens der IUCN wird die Art auf Grund des großen Verbreitungsgebiets und der vermutlich großen Populationsgröße als nicht gefährdet („least concern“) eingestuft.